# Leiomitra sphagnoides
Leiomitra sphagnoides là một loài rêu trong họ Trichocoleaceae. Loài này được Spruce mô tả khoa học đầu tiên năm 1885.